# Huangling

Lage des Kreises Huangling auf dem Gebiet der bezirksfreien Stadt Yan’an

Huangling (黄陵县; Pinyin: Huánglíng Xiàn) ist ein Kreis der Stadt Yan’an im Norden der chinesischen Provinz Shaanxi. Er hat eine Fläche von 2.287 km² und zählt 127.015 Einwohner (Stand: Zensus 2020). Sein Hauptort ist die Großgemeinde Qiaoshan (桥山镇).
Das Mausoleum des Gelben Kaisers (黄帝陵, Huangdi ling) und die Wan’an-Tempel-Grotte (万安禅院石窟, Wan'an chanyuan shiku) aus der Song-Dynastie, die seit 1961 bzw. 2006 auf der Liste der Denkmäler der Volksrepublik China stehen, befinden sich im Kreis Huangling.